# Pedicularis elephantiflora
Pedicularis elephantiflora är en snyltrotsväxtart som beskrevs av Takasi Takashi Yamazaki. Pedicularis elephantiflora ingår i släktet spiror, och familjen snyltrotsväxter. Inga underarter finns listade i Catalogue of Life.